# Banco de la Reserva de Sudáfrica
El Banco de la Reserva de Sudáfrica (en inglés: South African Reserve Bank o SARB) es el banco central de Sudáfrica. 
Fue fundado en 1921 tras la aprobación parlamentaria de la  "Currency and Bank Act of 10 August 1920", como resultado directo de la alteración de las condiciones monetarias y financieras que la I Guerra Mundial había causado. El SARB fue sólo el cuarto banco central establecido fuera del Reino Unido y Europa, siendo los otros los Estados Unidos, Japón y Java. Las primeras sugerencias para la creación del Banco Central de Sudáfrica se remontan a 1879. El 31 de marzo de 1920 se creó un comité de selección, compuesto de diez miembros del Parlamento para examinar los beneficios para el interés nacional de la constitución de un banco central. Siguiendo las recomendaciones de la comisión, el Banco de Reserva sudafricano inició sus operaciones el 30 de junio de 1921, siendo el banco central más antiguo en África. Los primeros billetes fueron emitidos el 19 de abril de 1922.
El SARB es de propiedad privada a diferencia del Banco de Inglaterra, que fue el modelo que se siguió para la fundación del SARB.

## Funciones
- Formulación y ejecución de la política monetaria;
- Emisión de billetes y monedas;
- Supervisar el sistema bancario;
- Garantizar el funcionamiento eficaz del sistema nacional de pagos;
- Gestionar de las reservas oficiales de oro y de divisas;
- Actuar como banquero del gobierno;
- Administrar los tipos de cambio del país bajo su control; y
- Actuar como prestamista de última instancia en caso de circunstancias excepcionales.

## Estructura organizativa

### Consejo de gobierno
SARB tiene un consejo de gobierno compuesto del gobernador, tres subgobernadores, y once Directores. El gobernador y los subgobernadores son nombrados por cinco años por el presidente de la República de Sudáfrica tras consultarlo con el ministro de Hacienda. Cuatro de los directores también son designados por el presidente para términos de tres años. El resto de los siete consejeros son nombrados por los accionistas del Banco, también por un período de tres años.

### Propiedad
El Banco de la Reserva es de propiedad privada, con 2 millones de acciones emitidas. La única limitación en la participación accionarial es que ningún accionista puede tener más de 10 000 acciones de forma individual. En la actualidad hay más de 660 accionistas que poseen acciones del South African Reserve Bank.
Los accionistas tienen derecho a un dividendo de no más de 10 centavos sudafricanos por acción al año (el total máximo de dividendos por lo tanto es de 200.000 Rand sudafricanos (o un máximo de 1.000 Rand sudafricano para cualquier accionista individual), con el resto de los beneficios ingresados al gobierno de Sudáfrica.

## Lista de Gobernadores
- William Henry Clegg – diciembre de 1920 – diciembre de 1931
- Johannes Postmus – enero de 1932 – junio de 1945
- Michiel Hendrik de Kock – julio de 1945 – junio de 1962
- Gerhard Rissik – julio de 1962 – junio de 1967
- Theunis Willem de Jongh – julio de 1967 – diciembre de 1980
- Gerhardus Petrus Christiaan de Kock – enero de 1981 – agosto de 1989
- Cristiano Lodewyk Stals – agosto de 1989 – agosto de 1999
- Tito Mboweni – agosto de 1999 – noviembre de 2009
- Gill Marcus – noviembre de 2009 – noviembre de 2014
- Lesetja Kganyago – noviembre de 2014 – presente[5]